# 도미촌 (오카야마현)
도미촌(富村)은 오카야마현의 북부 도마타군에 있던 촌이다. 현재는 합병으로 가가미노정이 되어 촌사무소는 가가미노 정사무소 도미 진흥센터로 되어있다.

## 지리
주고쿠 산지에 위치해 1000m가 넘는 산이 이어져 있고 마을의 90%가 산림이었다. 과소화가 진행되는 지역이다.

## 연혁
- 1889년 6월 1일 - 5촌이 합병해 도미촌이 성립하였다.
- 2005년 3월 1일 - 도마타군 가가미노정 (초대) 오쿠쓰정, 가미사이바라촌과 신설합병으로 신 가가미노정이 되었다.